# Гойко Дапчевич
Гойко Дапчевич (1938) — чорногорський поет, югославський дипломат. Надзвичайний і Повноважний Посол Югославії в Україні (1996—2000).

## Життєпис
Народився у 1938 році в місті Враньїна, в дитинстві жив у місті Вірпазар. Навчався в Старому Барі і Подгориці. Закінчив філологічний факультет Белградського університету.
Перший вірш опублікував у виданні «молодіжний рух» в 1955 році. Очолював товариство освіти та культури Чорногорії, член ЦК Компартії Чорногорії, директор Марксистського центру Чорногорії.
За пропозицією уряду Республіки Чорногорії, був призначений Надзвичайним і Повноважним Послом Югославії в Україні та в Молдові з резиденцією в Києві.
Дапчевич має звання Почесного доктора Міжнародної кадрової академії, член Європейської асоціації національних інформаційних центрів з академічного визнання та діяльності Ради Європи /ЮНЕСКО/.
Він отримав міжнародні нагороди «слов'яни» за активну творчу участь в зміцненні дружби між народами Словенії (1997)
Удостоєний премії імені Володимира Винниченка Українського фонду культури за творчі досягнення в галузі літератури і мистецтва та благодійної діяльності.

## Творчість
- «Жуч и мед»
- «Јесу да нијесу»,
- «Ружа разума»,
- «Црнокруг»,
- «Високо јато»,
- «Тако, већ никако!»,
- «Чун у свемиру»,
- «Велика крљушт сунца»,
- «Неукротива ружа»,
- «Разур Каруча».